# Костас Сімітіс
Константі́нос «Ко́стас» Сімі́тіс (грец. Κωνσταντίνος Σημίτης; 23 червня 1936 — 5 січня 2025) — грецький політик. Колишній прем'єр-міністр Греції і лідер ПАСОК з 1996 до 2004.

## Біографія
Сімітіс народився в 23 червня 1936 в Піреї. Вивчав право у Марбурзькому університеті в НДР та економіку у Лондонській школі економіки (LSE). Одружений з Дафною Аркадіу, має двох дочок. Розпочав свою викладацьку діяльність як професор в Констанцькому університеті, Німеччина.
У 1965 році повернувся до Греції. Брав активну участь у боротьбі проти військового режиму в країні (1967—1974), був засуджений до 2 років позбавлення волі. В 1969 покинув країну та перебрався до Німеччини. Його дружина пробула за ґратами 2 місяці. В 1970 Симітіс став членом Загальногрецького визвольного руху, створеного в Німеччині.
У 1974 повернувся до Греції та став одним із засновників партії ПАСОК. Він був обраний членом Виконавчого бюро і ЦК ПАСОК. З 1977 р. був професором в університеті «Пандіон», Афіни.
Після перемоги на виборах ПАСОК в 1981 р. був призначений міністром сільського господарства. Він був міністром національної економіки (1985), міністром освіти (1989) і міністром промисловості (1993).
Після відходу у відставку Андреаса Папандреу 18 січня 1996 р. був обраний прем'єр-міністром парламентською групою ПАСОК. 30 червня того ж року четвертим з'їздом ПАСОК Сімітіс був обраний головою партії. ПАСОК виграла парламентські вибори 22 вересня 1996 та Сімітіс був знову обраний прем'єр-міністром. На п'ятому конгресі (1999) був повторно обраний головою партії ПАСОК. На виборах 9 квітня 2000, Сімітіс і ПАСОК перемогли з невеликою різницею у голосах. Був переобраний головою на шостому з'їзді партії (жовтень 2001).
7 січня 2004 р. Костас Сімітіс оголосив про свою відставку з посади президента ПАСОК. 8 лютого 2004 Георгіоса Папандреу був обраний головою партії ПАСОК. Не зважаючи на популярність Папандреу, на виборах 7 березня 2004 р перемогла консервативна партія Нова демократія та прем'єр-міністром став Костас Караманліс.
Константінос Сімітіс був головою Європейської Ради в першій половині 2003 як прем'єр-міністр Греції.
2009 року Костас Сімітіс опинився в центрі корупційного скандалу із компанією «Siemens» в Греції.